# كين تومسون (لاعب كرة قدم بريطاني)
كين تومسون (بالإنجليزية: Ken Thomson)‏ (25 فبراير 1930 في المملكة المتحدة - 15 يونيو 1969 في المملكة المتحدة) هو لاعب كرة قدم بريطاني في مركز قلب الدفاع. لعب مع ستوك سيتي ونادي أبردين ونادي ميدلزبره ونادي هارتلبول يونايتد.